# 8 mai dans les chemins de fer
8 avril 8 juin
Chronologies thématiques
- Croisades
- Sports
- Disney

Cette page concerne les événements qui se sont déroulés un 8 mai dans les chemins de fer.

## Événements

### XIXesiècle
- 1842 : en France, dans le département de la Seine, déraillement, suivi de l'incendie, du train Paris-Versailles dans la tranchée de Bellevue près de Meudon. À l’époque les portes sont fermées à clé par les chefs de trains, d’où un lourd bilan : 55 morts, dont l'explorateur Jules Dumont d'Urville[1].

### XXIesiècle
- 2006 : en Allemagne, le président de la DB, Hartmut Mehdorn, et le ministre-président de la Sarre, Peter Müller, donnent le premier coup de l'eurogare de Sarrebruck, qui se trouvera en 2007 sur l'itinéraire du TGV entre Paris et Francfort.

## Naissances
- 1863 : Eugène Brillié, ingénieur français, commence sa carrière de 1887 à 1898 à la compagnie des chemins de fer de l'Ouest († 28 mai 1940).